# 검열 없는 불가리아
검열 없는 불가리아(불가리아어: България без цензура, Balgariya bez tsenzura)는 2014년 불가리아에서 만들어진 불가리아 대중주의 정당이다. 현재 지도자는 니콜라이 베르코프이며, 2014년 총선거 결과, 애국전선에 이어 제6당이다.